# Rue de la Poterne-des-Peupliers
La rue de la Poterne-des-Peupliers est une voie du 13e arrondissement de Paris, en France.

## Situation et accès

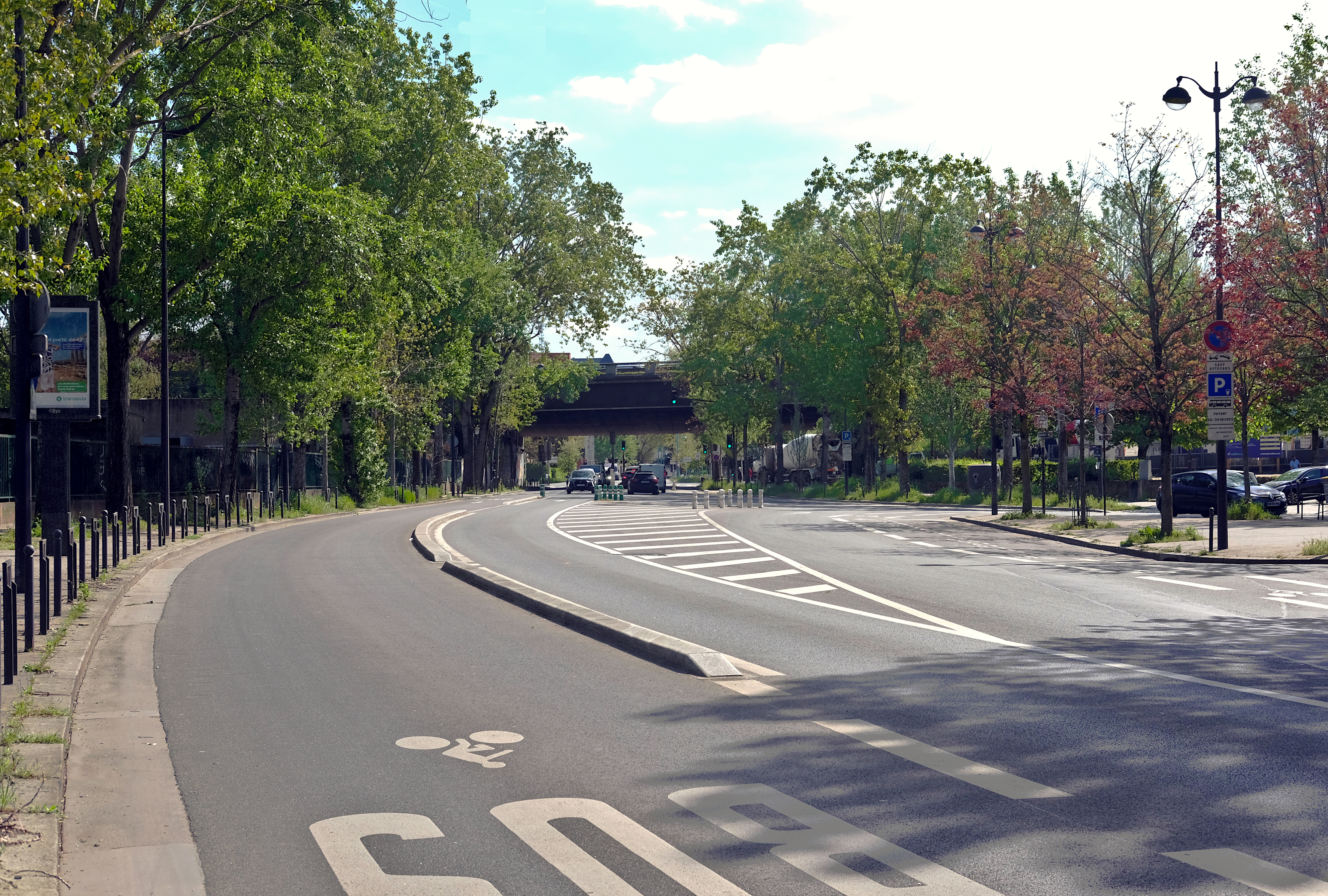
La rue de la Poterne-des-Peupliers en direction du boulevard périphérique.

La rue de la Poterne-des-Peupliers est une voie située dans le 13e arrondissement de Paris. Elle débute au 47, passage supérieur du boulevard Kellermann et se termine avenue Gallieni à Gentilly.

## Origine du nom
Son nom rappelle qu'elle conduisait à l'ancienne poterne des Peupliers de l'enceinte de Thiers.

## Historique
Cette rue a été formée par le détachement d'une partie de la rue Gallieni (RD no 27) située autrefois sur le territoire de Gentilly et annexée à Paris par décret du 3 avril 1925. Elle a pris sa dénomination actuelle le 12 octobre 1926.
Elle a été réaménagée, partiellement, lors de la construction du boulevard périphérique en 1960.

## Bâtiments remarquables et lieux de mémoire
- La rue passe sous le périphérique, à l'extrémité sud de la rue, et rejoint l'avenue Gallieni de Gentilly.

Fresque sous le pont du périphérique.
L'extrémité sud de la rue, à l'entrée de Gentilly.